# Odd Reinsfelt

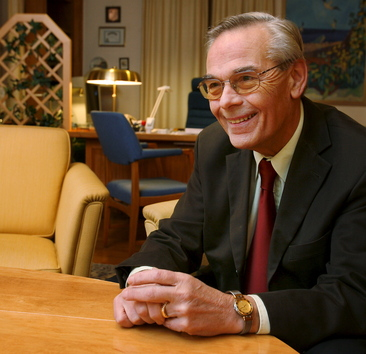
Odd Reinsfelt

Odd Reinsfelt (* 23. August 1941 in Bærum; † 16. August 2022) war ein norwegischer Kommunalpolitiker der konservativen Partei Høyre. Er war von 1992 bis 2011 Bürgermeister der Kommune Bærum.
Als gelernter Meteorologe arbeitete er vor seiner politischen Laufbahn als Chef-Meteorologe des norwegischen NATO-Büros. Bei den Kommunalwahlen 1975 wurde er als Stadtrat in seiner Geburtsstadt Bærum gewählt. Fünf Jahre später wurde er stellvertretender Bürgermeister neben Gunnar Gravdahl, bevor er bei der Wahl 1992 zum ersten Bürgermeister gewählt wurde.